# Congreso del Estado de México
El Honorable Congreso del Estado Libre y Soberano de México es una asamblea en la que está depositado el poder legislativo local y que está integrada por 75 diputados y sus suplentes, que son los representantes legales del pueblo (231 mil 512 personas por legislador) y son electos en su totalidad cada tres años mediante el voto universal, libre, secreto y directo de los ciudadanos habitantes del estado.

## Historia
La creación del órgano institucional estatal tiene origen en la Ley para establecer las Legislaturas Constituyentes particulares de las Provincias que han sido declaradas los estados de la Federación, publicada el 9 de enero de 1824 por Melchor Múzquiz, que en su artículo 1° señalaba "Los Estados de Guanajuato, México, Michoacán, Puebla de los Ángeles, Querétaro, San Luis Potosí y Veracruz, procederán a establecer, sus respectivas Legislaturas, que se compondrán por vez, al menos de once individuos y a lo más de veinte y uno en clase de propietarios, y en la de suplentes que serán menos de cuatro, ni más de siete"

## Requisitos para acceder al cargo
Según el Artículo 40 de la Constitución Política del Estado Libre y Soberano de México, para ser diputado del Congreso estatal se requiere:

- I. Ser ciudadana o ciudadano del Estado en pleno ejercicio de sus derechos;
- II. Ser mexiquense con residencia efectiva en su territorio no menor a un año o vecino del mismo, con residencia efectiva en su territorio no menor a tres años, anteriores al día de la elección;
- III. No haber sido condenado por sentencia ejecutoriada por delito intencional que merezca pena corporal;
- IV. Tener 21 años cumplidos el día de la elección;
- V. No ser ministro de algún culto religioso, a menos de que se separe formal, material y definitivamente de su ministerio cuando menos 5 años antes del día de la elección;
- VI. No ser consejera o consejero presidente o consejera o consejero electoral, en los consejos distritales o municipales del Instituto Electoral del Estado de México, salvo que se hubiera separado del cargo dos años antes del día de la elección;
- VII. No ser diputada o diputado local, diputada o diputado federal o senadora o senador en ejercicio;
- VIII. No ser jueza o juez, magistrada o magistrado ni integrante del Consejo de la Judicatura del Poder Judicial, servidora o servidor público federal, estatal o municipal;
- IX. No ser militar o jefe de las fuerzas de seguridad pública del Estado o de los municipios en ejercicio de mando en el territorio del distrito o circunscripción por el que se pretenda postularse.
- X. No estar condenada o condenado por sentencia ejecutoriada por el delito de violencia política contra las mujeres en razón de género;
- XI. No estar inscrito en el Registro de Deudores Alimentarios Morosos en el Estado, ni en otra entidad federativa, y
- XII. No estar condenada o condenado por sentencia ejecutoriada por delitos de violencia familiar, contra la libertad sexual o de violencia de género.

En el caso a que se refieren las fracciones VII, VIII y IX podrán postularse si se separan del cargo, por lo menos, veinticuatro horas antes del inicio de las campañas, conforme al calendario electoral
vigente.
La Gobernadora o el Gobernador del Estado, durante todo el período del ejercicio, no podrá ser electo diputado o diputada.

## Atributos
En el Estado de México el congreso local es unicameral, integrado por la cámara de diputados. En cuanto a las facultades y obligaciones de la Legislatura, se establecieron en la Constitución Política de 1917:
- Examinar y opinar sobre el Plan de Desarrollo del Estado.
- Conocer y resolver sobre las modificaciones a la Constitución General de la República que el Congreso le remita.
- Autorizar facultades extraordinarias al Ejecutivo excepto en materia electoral.
- Autorizar al Ejecutivo para que salga al extranjero o cuando se ausente de la entidad por más de 15 días.
- Crear y suprimir municipios, tomando en cuenta criterios de orden demográfico, político, social y económico.
- Legislar en materia municipal teniendo presente el fortalecimiento del municipio libre.
- Revisar, por conducto de Glosa, las cuentas y actos relativos a la aplicación de los fondos públicos del Estado y de los municipios.
- Fiscalizar la administración de los ingresos y egresos de los municipios y de sus organismos auxiliares.
- Expedir la ley que establezca los bases de coordinación con la federación, otras entidades y los municipios en materia de seguridad pública.

## Órganos de Gobierno
La organización, actividades, procedimientos y estructura del Congreso del Estado de México esta normada por la Ley Orgánica del Poder Legislativo del Estado Libre y Soberano de México y por el Reglamento del Poder Legislativo del Estado Libre y Soberano de México.

### Directiva
Este órgano es el encargado de conducir las sesiones de la legislatura y de vigilar la buena marcha del trabajo legislativo trabajando siempre con imparcialidad y en apego a la ley y al reglamento del poder legislativo estatal. La Directiva de la legislatura está integrada por una presidencia, dos vicepresidencias y tres secretarías. El titular de la presidencia permanecerá en su cargo todo el periodo ordinario de sesiones, los demás integrantes permanecerán en su cargo solo un mes. La persona que presida la Directiva también presidirá la Legislatura.

### Diputación Permanente
Es el órgano legislativo encargado de representar a la legislatura fuera de los periodos ordinarios de sesiones o  en los periodos extraordinarios de sesiones continuar con el trabajo legislativo de su competencia si éste no
fue incluido en la convocatoria a sesiones extraordinarias. La Diputación Permanente se integrará por una presidencia, una vicepresidencia, una secretaría y seis miembros más.

### Junta de Coordinación Política
Es el órgano colegiado facultado para desempeñar la concertación política de las fuerzas representadas en el
Poder Legislativo. La Junta de Coordinación Política es la encargada de proponer a la legislatura la conformación de las comisiones y comités del congreso estatal, y de coordinar las tareas legislativas, políticas y administrativas de la legislatura. Este órgano está integrado por los coordinadores de los grupos parlamentarios reconocidos en la legislatura, en su organización cuenta con una presidencia, dos vicepresidencias y un secretario, los demás integrantes ocuparían el cargo de vocales.

### Grupos Parlamentarios
Es el conjunto de diputados integrados según su afiliación de partido político, cada grupo parlamentario se integrará por lo menos con 2 diputados y sólo podrá haber un grupo parlamentario por cada partido político. Cada grupo parlamentario debe proporcionar información, asesoría y la preparación necesaria para el trabajo parlamentario de sus miembros.

## Comisiones
Durante el ejercicio de la legislatura esta contara con comisiones legislativas, especiales, jurisdiccionales y comités. Las comisiones se integran a más tardar en la tercera sesión del primer período de sesiones ordinarias. Las comisiones ordinarias del poder legislativo del estado son las siguientes:
| - I.- Gobernación y Puntos Constitucionales - II.- Legislación y Administración Municipal - III.- Procuración y Administración de Justicia - IV.- Planeación y Gasto Público - V.- Trabajo, Previsión y Seguridad Social - VI.- Educación, Cultura, Ciencia y Tecnología - VII.- Desarrollo Urbano - VIII.- Planificación Demográfica - IX.- Desarrollo Agropecuario y Forestal - X.- Protección Ambiental y Cambio Climático - XI.- Desarrollo Económico, Industrial, Comercial y Minero - XII.- Comunicaciones y Transportes - XIII.- Derechos Humanos - XIV.- Salud, Asistencia y Bienestar Social - XV.- Seguridad Pública y Tránsito - XVI.- Electoral y de Desarrollo Democrático - XVII.- Patrimonio Estatal y Municipal - XVIII.- Desarrollo Turístico y Artesanal - XIX.- Asuntos Metropolitanos - XX.- Vigilancia del Órgano Superior de Fiscalización - XXI.- Asuntos Indígenas | - XXII.- Gestión Integral de Riesgos y Protección Civil - XXIII.- Para la atención de grupos vulnerables - XXIV.- Desarrollo y Apoyo Social - XXV.- De Límites Territoriales del Estado de México y sus Municipios - XXVI.- Para la Igualdad de Género - XXVII.- Seguimiento de la operación de proyectos para prestación de servicios - XXVIII.- De la Juventud y el Deporte - XXIX.- Finanzas Públicas - XXX.- Recursos Hidráulicos - XXXI.- Apoyo y Atención a las Personas Migrantes; - XXXII.- Participación Ciudadana - XXXIII.- Asuntos Internacionales - XXXIV.- Transparencia, Acceso a la Información Pública y Protección de Datos Personales - XXXV.- Comisión de Familia y Desarrollo Humano. - XXXVI.- Comisión Para las Declaratorias de Alerta de Violencia de Género contra las Mujeres por Feminicidio y Desaparición. - XXXVII.- Para el Combate a la Corrupción. - XXXVIII.- Para la Protección de los Derechos de las Niñas, Niños, Adolescentes y la Primera Infancia. |

## Legislaturas
| Legislatura   | Periodo   |
| ------------- | --------- |
| Constituyente | 1861-1862 |
| I             | 1862      |
| II            | 1867-1870 |
| III           | 1870-1872 |
| IV            | 1872-1874 |
| V             | 1874-1876 |
| VI            | 1876      |
| VII           | 1867-1879 |
| VIII          | 1879-1881 |
| IX            | 1881-1883 |
| X             | 1883-1885 |
| XI            | 1885-1887 |
| XII           | 1887-1889 |
| XIII          | 1889-1891 |
| XIV           | 1891-1893 |
| XV            | 1893-1895 |

| Legislatura | Periodo   |
| ----------- | --------- |
| XVI         | 1895-1897 |
| XVII        | 1897-1899 |
| XVIII       | 1899-1901 |
| XIX         | 1901-1903 |
| XX          | 1903-1905 |
| XXI         | 1905-1907 |
| XXII        | 1907-1909 |
| XXIII       | 1909-1911 |
| XXIV        | 1911-1913 |
| XXV         | 1913-1914 |
| XXVI        | 1917-1919 |
| XXVII       | 1919-1920 |
| XXVII (bis) | 1921      |
| XXVIII      | 1921-1923 |
| XXIX        | 1923-1925 |
| XXX         | 1925-1927 |

| Legislatura | Periodo   |
| ----------- | --------- |
| XXXI        | 1927-1929 |
| XXXII       | 1929-1931 |
| XXXIII      | 1931-1935 |
| XXXIV       | 1935-1939 |
| XXXV        | 1939-1943 |
| XXXVI       | 1943-1947 |
| XXXVII      | 1947-1950 |
| XXXVIII     | 1950-1954 |
| XXXIX       | 1954-1957 |
| XL          | 1957-1960 |
| XLI         | 1960-1963 |
| XLII        | 1963-1966 |
| XLIII       | 1966-1969 |
| XLIV        | 1969-1972 |
| XLV         | 1972-1975 |
| XLVI        | 1975-1978 |

| Legislatura | Periodo   |
| ----------- | --------- |
| XLVII       | 1978-1981 |
| XLVIII      | 1981-1984 |
| XLIX        | 1984-1987 |
| L           | 1987-1990 |
| LI          | 1990-1993 |
| LII         | 1993-1996 |
| LIII        | 1996-2000 |
| LIV         | 2000-2003 |
| LV          | 2003-2006 |
| LVI         | 2006-2009 |
| LVII        | 2009-2012 |
| LVIII       | 2012-2015 |
| LIX         | 2015-2018 |
| LX          | 2018-2021 |
| LXI         | 2021-2024 |
| LXII        | 2024-2027 |